# Key〜夢から覚めて〜
「Key〜夢から覚めて〜」（キー・ゆめからさめて）は、日本の歌手・長瀬実夕の1作目（通算3作目）のシングル。

## 概要
- 前作「snowy love」から約2年10ヶ月ぶり、アルバム『Gateway to Tomorrow』からの先行シングル。
- CAMエンタテインメント移籍後初の作品。前作までと異なり今作はZONE解散後ということもあり、発売当時は改めてソロデビューシングルと銘打っていた[注釈 1]。
- ソロとしては初のノンタイアップシングルとなった。
- オリコン初登場10位を獲得。2作連続でのトップ10入りを果たした。

## 収録曲
1. Key〜夢から覚めて〜
作詞：長瀬実夕
作曲：宮永治郎
編曲：本間昭光
2. Thanks to you
作詞：長瀬実夕
作曲：宮永治郎
編曲：本間昭光
3. Key〜夢から覚めて〜 (less vocal)
作曲：宮永治郎
編曲：本間昭光
表題曲のレスボーカルバージョン。
4. Thanks to you (less vocal)
作曲：宮永治郎
編曲：本間昭光
カップリング曲のレスボーカルバージョン。

## 収録アルバム
- Gateway to Tomorrow (#1)